# Amara spaldingi
Amara spaldingi är en skalbaggsart som beskrevs av Thomas Casey. Amara spaldingi ingår i släktet Amara och familjen jordlöpare. Inga underarter finns listade i Catalogue of Life.